# Pangrapta ariusalis
Pangrapta ariusalis là một loài bướm đêm trong họ Erebidae.